# Australian Aboriginal English
Australian Aboriginal English (AAE) oder Aboriginal English bezeichnet verschiedene Varianten der Englischen Sprache, wie sie von Aborigines in Australien gesprochen wird und die durch die Aussprache, den Wortschatz und die Idiomatik der Aboriginesprachen beeinflusst sind. Diese Varianten, die sich in den verschiedenen Teilen Australiens unterschiedlich entwickelten, umfassen eine Bandbreite von nahe an Standard-Englisch bis zu wenig standardisierten Formen (Basilekte).
Australian Aboriginal English muss von englischbasierten Kreolsprachen in Australien wie Kriol und Torres Strait Creole unterschieden werden, die in der Sprachwissenschaft als eigenständige Sprachen gewertet werden.

## Geschichte
Siehe auch: Geschichte Australiens
Der australische Kontinent wurde vor etwa 50.000 Jahren von den ersten Menschen besiedelt, den Vorfahren der heutigen Aborigines. Die ersten Europäer unter der Führung von James Cook erreichten Australien 1770, gefolgt 1788 von den ersten Besiedlungen um das heutige Port Jackson in New South Wales. Die Aborigines um diese Zeit umfassten ca. 300.000 Menschen in ganz Australien, die etwa 250 Sprachen und vermutlich ebenso viele Dialekte sprachen.
Mit der britischen Landbesetzung um Port Jackson kamen Aborigines erstmals in größeren Kontakt mit englischen Sprechern. Für die Interaktion der Aborigines mit den europäischen Siedlern in Australien wurde zunächst eine Mischung aus Englisch und der Aborigine-Sprachen in der Region des heutigen Sydneys verwendet, die sich schließlich zu einem Pidgin stabilisierte, dem New South Wales (NSW) Pidgin.
Die Kolonialisierung Australiens veränderte die soziale, wirtschaftliche und gesellschaftliche Situation der Aborigines grundlegend. Vor allem die folgenden Faktoren hatten Auswirkungen auf die Sprachensituation der australischen Ureinwohner:
- Die Zahl der Sprecher der Aboriginesprachen reduzierte sich durch die physische Ausrottung der Aborigines sowie durch die Einschleppung tödlicher Krankheiten.
- Eine große Zahl der Aborigines wurde von ihren angestammten Ländereien getrennt, z. B. durch Vertreibungen oder durch gezielte Ansiedlung von Aborigines am Rande von weißen Siedlungen oder Missionen.
- Etwa 35.000 Aborigine-Kinder wurden gewaltsam zwischen 1900 und 1972 über ein staatliches Programm von ihren Familien getrennt, in staatliche Institutionen verbracht oder in weiße Familien zwangsadoptiert (die sogenannten „Gestohlenen Generationen“).

Als Konsequenz verschwanden ein Teil der Aboriginesprachen völlig, andere Sprachen haben nur noch wenige Sprecher. Durch den intensiven Kontakt mit weißen Australiern und durch die Entwurzelung von Aboriginegruppen verloren indigene Sprachen ihre Bedeutung, stattdessen war die Kenntnis von Pidginsprachen zur Verständigung wichtiger. Schließlich war durch das staatliche Zwangserziehungsprogramm eine ganze Generation von Aborigines ohne Kontakt zur eigenen Familie, Kultur und Sprache aufgewachsen.
Mit dem Verschwinden oder dem Nachlassen der Bedeutung der Aboriginesprachen wuchs die Bedeutung von NSW Pidgin und von Englisch als Kommunikationsmittel. War NSW Pidgin für Aborigines und englischsprachige Europäer in der ersten Generation noch eine Zweitsprache, gab es schließlich nachfolgende Generationen, die nur noch Varianten des Englischen sprachen. So entwickelte sich aus NSW Pidgin schließlich eine Variante des australischen Englisch, die bevorzugt von Aborigines im Süden Australiens als Erstsprache gesprochen wird, das Aboriginal English.
Im Norden Australiens nahm die Sprachentwicklung eine etwas andere Richtung: Es entwickelten sich ebenfalls Pidgin-Sprachen, aus denen schließlich Kreolsprachen wurden: Kriol und Torres Strait Creole. Im Süden Australiens entwickelte sich keine Kreolsprache, sondern mit Aboriginal English keine eigenständige neue Sprache, sondern eine neue Variante des Englischen. Das Aboriginal English bewegt sich – abhängig vom sozialen Kontext und den beteiligten Sprechern – mehr oder weniger nah am Standard des Englischen.

## Definition
Obwohl Aboriginal English als Kommunikationsmittel in ganz Australien dient, ist es sowohl in der linguistischen Literatur als auch unter Laien Gegenstand von Debatten, die vom Bemühen um präzise linguistische Definitionen bis hin zur Ablehnung des Begriffs überhaupt reicht. So erklärt der Linguist Gerhard Leitner, der im Rahmen eines Forschungsprojekts zu Aboriginal English in Australien viele Australier interviewt hat, dass einige seiner Interviewpartner Aboriginal English als rubbish language (dt. 'Müllsprache') ablehnen. Im Macquarie Dictionary von 1981, einem wichtigen Wörterbuch des australischen Englisch, findet man den Ausdruck gar nicht, vielleicht auch, weil die Autoren lexikonartige Einträge vermeiden wollten. 1997 taucht der Eintrag jedoch erstmals auf. Dort wird Aboriginal English als eine Anzahl von Sprachvarianten nahe am australischen Englisch bezeichnet, die durch die Aussprache, den Wortschatz und die Idiomatik vieler Aborigines beeinflusst sind.
Übereinstimmung herrscht in der sprachwissenschaftlichen Literatur darüber, dass Aboriginal English als eine Variante des Englischen angesehen werden kann.
Zudem wird von einigen Sprachwissenschaftlern angemerkt, dass es nicht das eine und einzige Aboriginal English gebe. Die regionale Verbreitung müsse ebenfalls in Betracht gezogen werden, denn Aboriginal English in Alice Springs sei ein anderes als in Queensland.
Der Linguist R. M. W. Dixon geht sogar so weit zu sagen, dass innerhalb einer regionalen Gemeinschaft und sogar innerhalb einer Familie eine Pluralität von Aboriginal-English-Dialekten vorgefunden werden kann. Dixon sieht Aboriginal English als ein Extrem des so genannten Dialektkontinuums. Innerhalb dieses Kontinuums ist Standard-Englisch auf einer Seite und Aboriginal English auf der anderen anzusiedeln. Auch bemerkt Dixon, dass jeder Sprecher einen bestimmten Bereich des Kontinuums abdeckt, der von den sozialen Umständen eines Sprechaktes abhängig ist und variabel eingesetzt wird.

## Aussprache
Die Aussprache des Aboriginal English ist durch den Einfluss der indigenen Sprachen gekennzeichnet. So sind einige Vokale des Englischen, wie z. B. /i/ und /ɪ/, keine unterschiedlichen Phoneme in Aboriginesprachen. Ebenso machen viele Aboriginesprachen keine Unterscheidung zwischen /ɛ/ und /æ/. Die Konsonanten der englischen Sprache werden im Aboriginal English häufig durch andere Konsonanten ersetzt, die in den Aboriginesprachen geläufiger sind. So sind die Frikative /f/ und /v/ anfällig dafür, durch Stops wie /p/ ersetzt zu werden, d. h. man findet /pɔl/ für fall und /hæp/ für have im Aboriginal English. /θ/ wie in thing wird tendenziell durch /t/ oder /s/ ersetzt, /ð/ wie in that durch /d/. Der r-Laut wird in Aboriginal English auch durch die Aussprache in Aboriginalsprachen und Kreolsprachen beeinflusst. Wo dieser Einfluss sehr stark ist, wird /r/ im Aboriginal English durch einen Trill realisiert.

## Grammatik

### Morphologie
Einiger der auffälligsten Charakteristika des Aboriginal English sind:
- Auslassung des Suffix -s an Verben, um die 3. Person Singular zu markieren: he get wild (Standardenglisch: he gets wild)
- optionale Verwendung von Past-Tense-Formen, in ländlichen Gegenden, wo Kreolsprachen stärker sind, wird stattdessen bin als Vergangenheitsmarker eingefügt

Es ist außerdem in Aboriginal English weit verbreitet, den Plural nicht durchgängig mit -s anzuzeigen.

### Pronomen
Obwohl he (er) und him (ihn/ihm) in Standard-Englisch maskuline Pronomen sind, werden sie im Aboriginal English, insbesondere im Norden Australiens, auch für weibliche oder neutrale Objekte genutzt. Die Unterscheidung zwischen he als Nominativ und  him als Akkusativ und Dativ wird nicht überall beachtet; him wird auch als Subjekt eines Verbes gefunden.
In einigen Aboriginesprachen gibt es neben dem Singular und dem Plural auch den Dual als Kategorie. Weil das heutige Standardenglisch diese Kategorie nicht kennt, kommen verschiedenen Formen zum Einsatz, die entweder dem Englischen oder Aboriginesprachen bzw. den Kreolsprachen entlehnt sind. Eine dieser Formen ist z. B. mintwofella, das auf eine Kombination von me und two[fellow] zurückgeht:
mintwofella bin go hunting (engl. 'we [two] went hunting')
Diese Formen können auch in manchen Regionen als Possessivpronomen eingesetzt werden.

### Satzbau
Formen von be werden häufig ausgelassen: He blind (Standardenglisch: He is blind).
Fragen werden im Standardenglisch durch eine veränderte Satzstellung angezeigt (Do you like bananas?), wohingegen im Aboriginal English Fragen eher durch steigende Intonation angezeigt werden (You like banana?).

## Wortschatz

### Lehnwörter aus den australischen Aboriginesprachen
Aboriginal English enthält Lehnwörter aus den australischen Aboriginesprachen, aber einige Forschungsergebnisse deuten darauf hin, dass die Menge der Lehnwörter weniger umfangreich ist als in älterer Forschung vermutet. Als Beispiele für Lehnwörter werden z. B. genannt: mirrigan (dt. 'Hund'), gubbah (dt. 'weiß') oder koorie (engl./dt. 'aborigine').
Die Lehnwörter sind auch regional unterschiedlich, so findet man z. B. abhängig von der Region Australiens folgende Wörter für Weiße (Nicht-Aborigines):
- balanda im Arnhemland (Northern Territory)
- gubba oder gub im südöstlichen Australien
- migaloo in Queensland
- wajala in Western Australia
- walypala in Teilen von Australiens Norden

### Englische Wörter mit eigener Bedeutung inAboriginal English
Häufiger als Lehnwörter aus Aboriginesprachen sind englische Wörter, die im Aboriginal English mit eigener Bedeutung verwendet werden. Beispiele sind:
| Wort                | Bedeutung                                     |
| ------------------- | --------------------------------------------- |
| alltime             | immer                                         |
| camp                | (eigenes) Haus, Heim                          |
| language oder lingo | Sprache der Ureinwohner                       |
| lie                 | vorspielen, vorgeben, so tun als ob           |
| big-mob             | viel, viele                                   |
| rock                | Felsen, Stein (einschließlich kleiner Kiesel) |
| sorry business      | Totenzeremonie                                |

Auch bei Verwandtschaftsverhältnissen findet man Bezeichnungen, die eigene, vom Standardenglisch abweichende Bedeutungen haben: So bezeichnet das Wort mother in vielen Varianten des Aboriginal English nicht nur die eigene Mutter, sondern auch die Schwestern der Mutter (also die Tanten mütterlicherseits).

### Neologismen
Im Aboriginal English finden sich auch komplette Neubildungen (Neologismen), häufig Wörter auf der Basis des Standardenglischen. Zu diesen Neologismen zählen eine Vielzahl von Ausdrücken für verschiedene Verwandtschaftsbezeichnungen wie etwa die Folgenden:
| Wort        | Bedeutung                             |
| ----------- | ------------------------------------- |
| budda       | Bruder                                |
| budj, bruz  | männlicher gleichaltriger Verwandter  |
| auntie girl | Verwandte gleichen Alters oder jünger |
| jetta       | Tante oder ältere Verwandte           |
| sistagirl   | (gleichaltrige) Verwandte             |

## Kommunikationsnormen und interkulturelle Kommunikation
Obwohl Aboriginal English eine Variante des Englischen ist, ist die Art und Weise, wie Aborigines kommunizieren, in vielen Bereichen grundlegend verschieden von der Kommunikation europäischstämmiger Australier. Eine wichtige Erkenntnis der sprachwissenschaftlichen Forschung ist beispielsweise, dass Aborigines es als beschämend empfinden, wenn sie aus ihrer Gruppe herausgenommen werden und von Weißen einzeln um Informationen gebeten oder befragt werden. Dies führt häufig dazu, dass die Befragten mit Schweigen antworten. Speziell im schulischen und im juristischen Umfeld kann dies problematisch sein, wenn das Schweigen als Schuldeingeständnis gewertet wird. Das geht so weit, dass es sogar Beispiele von interkulturellen Missverständnissen im Gerichtssaal gibt, aufgrund dessen sich angeklagte Aborigines für schuldig erklärten, obwohl sie unschuldig waren.
Weiterhin führt die Tatsache, dass Wörter im Standardenglisch und im Aboriginal English sich in ihrer Bedeutung unterscheiden, zu sprachlichen Missverständnissen. Diese Problematik – ebenso wie die unterschiedlichen Kommunikationsnormen – ist inzwischen erkannt worden. Viele Bundesstaaten Australiens, z. B. Queensland, haben Regelwerke für den Umgang vor Gericht erlassen. Dazu zählt auch das Recht der Aborigines, einen Übersetzer für Aboriginal English zu erhalten. Dennoch hat die überproportionale Häufigkeit, dass Aborigines zu Gefängnisstrafen verurteilt werden, nicht nachgelassen.

## Forschung
Für das Aboriginal English liegen einige Studien zu Aussprache, Grammatik und Wortschatz vor. Der Fokus der Forschung ist in den 2000er Jahren auch auf andere Themen gerückt: Diskursanalyse, Konzeptbildung, Alphabetisierung, bilinguale und bidialektale Erziehung sowie Aboriginal English in interkultureller Kommunikation.

### Allgemeine Beschreibungen
- J. M. Arthur: Aboriginal English. A Cultural Study. Oxford University Press, Melbourne 1996.
- Kate Burridge, Bernd Kortmann (Hrsg.): Varieties of English 3. The Pacific and Australasia. Mouton de Gruyter, Berlin/New York 2008, ISBN 978-3-11-019637-5.
- Gerhard Leitner: Australiens Sprachökologie. In: Rudolf Bader (Hrsg.): Australien. Eine interdisziplinäre Einführung. Wissenschaftlicher Verlag Trier (WVT), Trier 2002, ISBN 3-88476-440-3, S. 205–236.
- Gerhard Leitner: Australia's Many Voices: Ethnic Englishes, Indigenous and Migrant Languages. Policy and Education. Mouton de Gruyter, Berlin/New York 2004, ISBN 3-11-018195-9.
- Ian G. Malcolm: Australian Aboriginal English. Walter de Gruyter, Boston/Berlin 2018, ISBN 978-1-5015-1146-2.

### Historischer Hintergrund
- Gerhard Leitner: Die Aborigines Australiens, 3. Auflage. Beck, München 2019, ISBN 978-3-406-72993-5.